# José Martí-szobor (Cienfuegos)
A José Martí-szobrot 1906. október 10-én avatták fel a kubai Cienfuegosban.

## Története
A kubai forradalmár, José Martí előtt tisztelgő szobor felállítását Faustino García Vieta polgármester kezdeményezte, aki Higinio Esquerra Rodríguez tábornok, a kubai függetlenségi háború veteránja vezetésével létrehozta az ügyet lebonyolító bizottságot. A szobor elkészítésére Carlo Nicolini Manfredi genovai képzőművész kapott megbízást, aki carrarai fehér márványból mintázta meg a kubai nemzeti hőst. Ez volt Kubában a második Martí-szobor, az elsőt a havannai központi parkban avatták fel. A szobor 1906-os felállításával egy időben az annak helyet adó parkot José Martíról nevezték el.
A szobor körül négy szökőkutat helyeztek el. Az 1920-as években a szobor talapzatának magasságát megnövelték, domborműveket helyeztek el rajta, valamint hozzáadták a köztársaságot megszemélyesítő nőalakot.